# Altavilla Milicia
Altavilla Milicia – miejscowość i gmina we Włoszech, w regionie Sycylia, w prowincji Palermo.
Według danych na rok 2004 gminę zamieszkiwało 5257 osób, 228,6 os./km².